# 大巴镇
大巴镇，是中华人民共和国辽宁省阜新市阜新蒙古族自治县下辖的一个乡镇级行政单位。

## 行政区划
大巴镇下辖以下地区：
杜代营子村、二门得力村、道不代村、半截塔村、车新村、诺日营子村、东苇子沟村、小洞村、元宝洼村、后朝阳村、东朝阳村和助力嘎尺村。